# Курбатова, Зинаида Юрьевна
Зинаида Юрьевна Курбатова (род. 10 января 1966 года в Ленинграде) — тележурналист, корреспондент отдела культуры ВГТРК, художник-иллюстратор, член Санкт-Петербургского Союза художников России, внучка академика Д. С. Лихачёва.

## Биография
Родилась в Ленинграде, ныне Санкт-Петербург.
Отец — Юрий Курбатов, мать — Вера Лихачёва, дед по матери — Дмитрий Лихачёв, прадед — Сергей Лихачёв, главный инженер Печатного двора.
В 1990 году окончила Институт живописи, скульптуры и архитектуры имени И. Е. Репина, графический факультет. Профессию художника-иллюстратора выбрала под влиянием друзей своей семьи, художников Василия Власова и Татьяны Шишмарёвой, о которых написала воспоминания, опубликованные в журнале «Наше наследие». Окончила мастерскую книжной графики под руководством Андрея Пахомова; серебряная медаль за диплом: иллюстрации и гуаши к книге Фёдора Абрамова «Две зимы и три лета».

## Профессиональная деятельность
С 1990 г. член графической секции Санкт-Петербургского Союза художников. После окончания института работала под руководством Валерия Георгиевича Траугота, оформляла книги для издательства Лицей (Детгиз). Работала как художник- иллюстратор, принимала участие в выставках.
С 1998 г. работала корреспондентом отдела культуры на ГТРК «Петербург». Создатель и ведущая телевизионного проекта «Стиль жизни».
Постоянно освещает темы, связанные с Академией художеств Петербурга. В 2003 сняла ряд сюжетов и специальных репортажей, направленных против деятельности Зураба Церетели, который вывозил из петербургской Академии художеств в Московскую картины, архивы и книги. Репортажи имели большой резонанс.
В 2006 г. фильм Зинаиды Курбатовой и Максима Катушкина «Частные хроники. Д. Лихачёв», был признан лучшим телевизионным фильмом на V Всероссийском телевизионном фестивале «Культура в эфире».
В 2010 году получила Гран при премии СеЗаМ за фильм «Интернат. Преданы и забыты», где впервые на телевидении подняла тему инвалидов Великой Отечественной войны, окончивших свою жизнь в специальных интернатах. После показа этого фильма, в 2011 году на Валаамском кладбище установили памятник всем инвалидам, похороненным там.
С 2011 года живёт в Москве, работает на канале ВГТРК. Автор (режиссёр, сценарист) ряда фильмов, специальных репортажей на канале «Культура» и «Россия 24». Автор 35 историко-просветительских фильмов, транслировавшихся на канале «Россия 24» и других телеканалах.
9 мая 2015 году вышел фильм Зинаиды Курбатовой «Бабья доля»(канал Россия 24), имевший большой резонанс. Фильм затронул тему деревенских подростков, которые работали на лесозаготовках на русском севере. С этого времени начинает планомерно снимать сюжеты и специальные репортажи в Архангельской области. В 2016 году выходит её первая книга «Братья и сёстры», посвящённая теме русского севера.
Автор ряда статей о Д. С. Лихачеве и воспоминаний, опубликованных в журнале «Наше наследие». Эти воспоминания о Лихачеве цитировал писатель Валерий Попов, в своей книге «Дмитрий Лихачёв», изданной в серии «ЖЗЛ».

## Общественная деятельность
Является президентом Совета учредителей наград и премий Международного конкурса «Созвездие талантов», основанном в 1996 году выдающимися деятелями науки и культуры России, академиком Дмитрием Сергеевичем Лихачёвым, скульптором Михаилом Константиновичем Аникушиным и композитором Андреем Павловичем Петровым.
Инициатор идеи создания музея ГУЛАГа на Соловках.
Инициатор создания Центра имени Д. С. Лихачева в особняке Румянцева, открывшегося в 2017 г. в Государственном музее истории Санкт-Петербурга.

## Фильмы и специальные репортажи
- «Частные хроники. Дмитрий Лихачев». Документальный фильм (2006)[13]
- «Интернат: преданы и забыты». Документальный фильм (2010)
- «Бабья доля». Специальный репортаж (2015)[14]
- «Про уродов и людей». Специальные репортажи (2015)
- «Дом Лихачева». Специальный репортаж (2016)[15]
- «Отречение». Документальный фильм (2017)[16]
- «Ольга Биантовская. Прекрасная эпоха». Короткометражный фильм (2021)[17].

## Книги и статьи
- Зинаида Курбатова. Воспоминания о Татьяне Шишмарёвой. Наше Наследие. 2009, № 92.
- Зинаида Курбатова, Леонид Арончиков. Братья и сёстры. М., Любавичи, 2016.
- Зинаида Курбатова. Конспект любви. Наше наследие. 2016, № 119.
- Зинаида Курбатова. От безрыбья подальше. «Огонёк» № 43 от 30. 10. 2017
- Зинаида Курбатова. Есть такая работа — водоросли косить
- Зинаида Курбатова. Мой север. «Русский мир», сентябрь, 2016
- Зинаида Курбатова. Комаровские антики

## Награды
- 2006 — Лауреат конкурса «Золотое перо» в номинации «Лучшая телевизионная публицистическая/документальная программа» за видеофильм «Частные хроники. Д. Лихачев» (ГТРК «Санкт-Петербург», телеканал «Россия»)[18].
- 2006 — Лауреат V Всероссийского телевизионного фестиваля «Культура в эфире»[6].
- 2007 — Лауреат IV Всероссийского открытого конкурса работников электронных СМИ «За образцовое владение русским языком в профессиональной деятельности» в номинации «Слово корреспондента» победил её сюжет о мастерской скульптора Михаила Аникушина[19].
- 2008 — Лауреат конкурса литературных исторических произведений Всероссийской историко-литературной премии «Александр Невский»[20].
- 2010 — Лауреат конкурса «Золотое перо» в номинации «Специальный репортаж (телевидение)» за репортаж «Дворники 80-х» (ГТРК «Санкт-Петербург»)[18].